# Sofia Källgren
Anna Sofia Helena Källgren, conocida como Sofia Källgren (Högsbo, Suecia, 17 de agosto de 1970) es una cantante sueca. además del sueco, también canta en otros dos idiomas, el inglés y el chino mandarín.
En 1982 debutó en el programa de televisión Gomorron Sverige en Sveriges Television. En 1986 interpretó la canción "I Know Him So Well" (Lo conozco tan bien) de Chess en De okändas revy dando lugar a la participación en un programa de talento televisado Folkparkernas talangjakt. En 1987 recibió la beca Ulla Billquist.
Källgren realizó una canción, "Världen är vacker", ingresada en Melodifestivalen 1989. La canción no fue seleccionada, pero Källgren fue ofrecido para realizar la canción "Världen är vår" con Visitantes. En Melodifestivalen 1990 entró de nuevo y realizó "Handen på hjärtat" en solitario respaldado por tres bailarines con fursuit parciales.
Ha actuado como Bella en la versión sueca de La bella y la bestia, como Odette en The Swan Princess (La Princesa Cisne), y como Rainbow Twilight Brite, Rare Twilight Brite, Happy Twilight Brite, Pink Twilight Brite, Purple Twilight Brite, Unicorn Twilight Brite, Pegasus Twilight Brite, Alice, y Bella en The Powerpuff Girls' Adventure. Fue galardonada con Guldmasken (La máscara de oro) por su actuación en 1998 en la Miss Saigon en Göta Lejon en Estocolmo.
Källgren ha realizado varios conciertos y festivales de iglesia. En el año 2000 visitó con Rhapsody en Rock, en sustitución de Carola Häggkvist, y que Navidad visitó con Tito Beltran, Orsa spelmän y Kalle Moraeus. Junto con Robert Wells participó en Melodifestivalen 2003, pero no llegó a la final.
Källgren vive en Bromma con su marido y su hijo.

## Discografía seleccionada

### Discos
- Handen på hjärtat (1990)
- Julen är kommen (1990)
- Min älskade (1992)
- Skönheten och odjuret (banda sonora) (1992)
- Mina sånger (1994)
- Mi amor (2003)
- (Hacia el Este) vol. 1 (2005)
- (Hacia el Este) vol. 2 (2006)
- Cine Paradiso (2008)

### Singles
- "Längtans vind" / "Världen är vacker" (1989)
- "Fantasma de la Ópera" / "Dondequiera que vayas" (dúo con Uffe Persson) (1989)
- "Världen är vår" / "El mundo en nuestras manos" (con visitantes) (1989)
- "Este tiempo" / "Jag kan se en ängel" (1990)
- "Kärleken är en hemlighet" / "Regnbågen" (1991)
- "Beatrice" / "Luften jag andas (kärlekens mjuka röst)" (1992)
- "Skönheten och odjuret" (dueto con Tommy Körberg) / "Till marknaden" / "Kampen på torget" (1992)
- "För längre än för alltid" (duet with Roger Pontare) (1995)
- "Fri" / "En vinterdag" (de la película Sprängaren) (2001)
- "Mi amor" (con Robert Wells) (2003)
- "Hacia el Este" (2005)

La canción "Handen på hjärtat" también escrita en Svensktoppen